# Lily Laskine

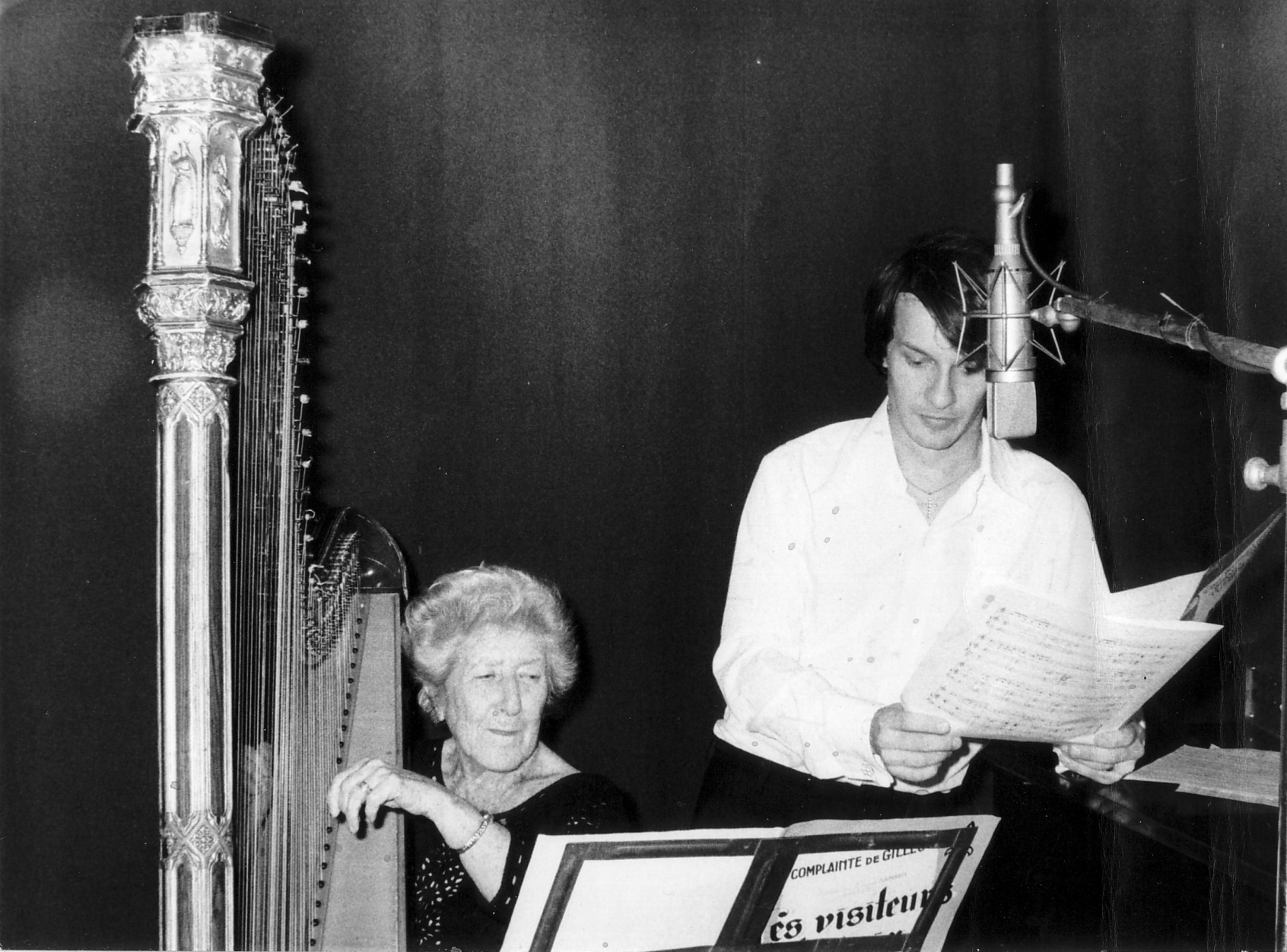
Harfenistin Lily Laskine und der Bariton Mario Hacquard (1980)

Lily Laskine (* 31. August 1893 in Paris als Aimée Émilie Laskine; † 4. Januar 1988 ebenda) war eine französische Harfenistin.

## Leben
Lily Laskine studierte Harfe am Pariser Konservatorium bei Alphonse Hasselmans und Georges Marty und war von 1909 bis 1926 Harfenistin an der Pariser Oper. Von 1948 bis 1958 war sie Professorin für Harfe am Pariser Konservatorium.
Sie setzte sich für französische Komponisten ein; ihr brillanter Stil eignete sich vor allem für die Werke von Claude Debussy, Maurice Ravel und Jacques Ibert. Unter anderem komponierten für sie Albert Roussel, André Jolivet, Henri Martelli, Georges Migot, Claude Pascal und Pierre Sancan.
Lily Laskine hatte, auch durch ihre Auftritte im Orchestre Radio-Symphonique de la Radiodiffusion Française, wesentlichen Anteil daran, dass die Harfe in Frankreich Anfang des 20. Jahrhunderts zu einem gleichberechtigten Soloinstrument wurde.
Seit 1993 wird der „Concours de harpe Lily Laskine“ alle drei Jahre in Paris veranstaltet. Dort werden Preise im Junioren- und Seniorenbereich vergeben.